# Isabelle Chassot

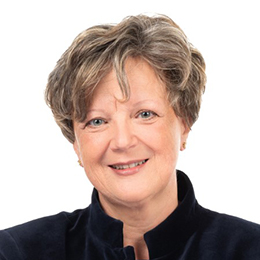
Isabelle Chassot

Isabelle Chassot (* 28. März 1965 in Morges; heimatberechtigt in Siviriez) ist eine Schweizer Politikerin (Die Mitte, vormals CVP) und seit 2021 Ständerätin. Sie war von 2013 bis 2021 Direktorin des Bundesamtes für Kultur (BAK) und von 2002 bis 2013 Staatsrätin des Kantons Freiburg.

## Leben
Isabelle Chassot ist die Tochter einer Österreicherin und eines Schweizers. Sie wuchs in Granges-Paccot auf und absolvierte 1984 die Matura Typus A am Kollegium Heilig Kreuz in Freiburg. Danach studierte sie zweisprachig Rechtswissenschaften an der Universität Freiburg und erlangte 1988 das Anwaltspatent. Von 1992 bis 1995 war sie als Anwältin tätig.
Von 1992 bis 2001 gehörte sie dem Grossen Rat des Kantons Freiburg an. Im selben Zeitraum war sie persönliche Mitarbeiterin der Bundesräte Arnold Koller und Ruth Metzler-Arnold. 2001 wurde sie in den Staatsrat gewählt. Sie führte die Direktion für Erziehung, Kultur und Sport (EKSD). Bei den Wahlen 2006 wurde sie mit dem besten Resultat (59 Prozent) wiedergewählt. Im Jahr 2007 war sie Staatsratspräsidentin. Von 2006 bis 2013 war Chassot Präsidentin der Schweizerischen Konferenz der kantonalen Erziehungsdirektoren.
Im Mai 2013 wurde sie vom Bundesrat auf den 1. November 2013 zur neuen Direktorin des Bundesamtes für Kultur (BAK) ernannt, sie folgte auf Jean-Frédéric Jauslin. Per Ende Oktober 2013 trat sie deshalb aus dem Staatsrat des Kantons Freiburg zurück. Sie blieb bis 2021 Direktorin des BAK.
2021 wurde sie als Nachfolgerin von Christian Levrat (SP) für den Kanton Freiburg in den Ständerat gewählt. Dort ist sie (Stand: April 2024) Mitglied der Aussenpolitischen Kommission, der Kommission für Wissenschaft, Bildung und Kultur, der Kommission für Rechtsfragen sowie in der Delegation bei der Interparlamentarischen Union.
In den Parlamentswahlen 2023 wurde sie im zweiten Wahlgang wiedergewählt.
2023 wurde sie von den Büros beider Räte zur Präsidentin der Parlamentarischen Untersuchungskommission «Geschäftsführung der Behörden – CS-Notfusion» gewählt.
Chassot lebt in Granges-Paccot.